# Ga Takao (Tokyo)
Ga Takao (高尾駅 Takao-eki) là ga đường sắt ở Hachiōji, Tokyo, đồng quản lý bởi Công ty đường sắt Đông Nhật Bản (JR East) và công ty đường sắt tư nhân Công ty Keio.

## Tuyến
Ga Takao phục vụ cho JR Tuyến chính Chūō và là ga lớn cuối cùng ở Tokyo phía Tây tuyến chính Chūō. Vì vậy, nó là ga cuối cho nhiều chuyến địa phương và tốc hành trên tuyến. Nhà ga cách Ga Tokyo 53.1 km. Nhà ga còn phục vụ trên Tuyến Keio Takao và cách 6.9 km từ ga cuối của tuyến tại Kitano, và 43.0 km từ ga Shinjuku.

## Bố trí ga
Ga của JR có hai sân ga chờ phục vụ cho 4 đường ray. 

### Sân ga JR East
| 1   | ■ Tuyến Chūō (Tốc hành) | cho Hachiōji, Tachikawa, Shinjuku, và Tokyo |  |
|     | ■ Tốc hành Narita       | for Narita Airport                          |  |
| 2-4 | ■ Tuyến Chuo (Tốc hành) | cho Hachiōji, Tachikawa, Shinjuku, và Tokyo |  |
| 2-4 | ■ Tuyến chính Chūō      | cho Ōtsuki, Kōfu, và Kobuchizawa            |  |

### Sân ga Keio
Tuyến Keio Takao Line được phục vụ bởi sân ga đơn với 2 đường ray.

### Ga liền kề
| «                     | «                | Dịch vụ                | »                | »                |
| Tuyến chính Chūō      | Tuyến chính Chūō | Tuyến chính Chūō       | Tuyến chính Chūō | Tuyến chính Chūō |
| --------------------- | ---------------- | ---------------------- | ---------------- | ---------------- |
| Hachioji              |                  | Tốc hành Narita        |                  | Otsuki           |
| Nishi-Hachioji        |                  | Địa phương             |                  | Sagamiko         |
| Tuyến Chūō (Tốc hành) |                  |                        |                  |                  |
| Hachioji              |                  | Tuyến Chūō             |                  | Ga cuối          |
| Hachioji              |                  | Tốc hành đặc biệt      |                  | Sagamiko         |
| Nishi-Hachioji        |                  | Tốc hành đặc biệt Chūō |                  | Sagamiko         |
| Nishi-Hachioji        |                  | Tốc hành               |                  | Sagamiko         |
| Nishi-Hachioji        |                  | Tốc hành               |                  | Sagamiko         |
| Nishi-Hachioji        |                  | Địa phương             |                  | Sagamiko         |
| Tuyến Keio Takao      |                  |                        |                  |                  |
| Mejirodai             |                  | Tốc hành đặc biệt      |                  | Takaosanguchi    |
| Hazama                |                  | Bán tốc hành đặc biệt  |                  | Takaosanguchi    |
| Mejirodai             |                  | Tốc hành               |                  | Takaosanguchi    |
| Hazama                |                  | Bán tốc hành           |                  | Takaosanguchi    |
| Hazama                |                  | Tốc hành               |                  | Takaosanguchi    |
| Hazama                |                  | Địa phương             |                  | Takaosanguchi    |

## Lịch sử
Ga JR mở cửa vào 1 tháng 8 năm 1901. Ga Keio mở cửa vào 1 tháng 10 năm 1967. Với việc tư nhân hóa Đường sắt quốc gia Nhật Bản (JNR) vào 1 tháng 4 năm 1987, nhà ga được quản lý bởi JR East.

## Thống kê hành khách
Vào năm 2014, nhà ga trung bình đón khoảng 29.710 hành khách mỗi ngày (chỉ hành khách lên tàu), trở thành nhà ga bận rộn thứ 44 quản lý bởi JR East. 
Ga Keio đón trung bình 26.743 hành khách vào năm 2011.

## Liên kết
- Thông tin ga Takao (JR East) (tiếng Nhật)
- Thông tin ga Takao (Keio) (tiếng Nhật)